# XPilot
XPilot est un jeu vidéo multijoueur de type shoot them up. Son développement a commencé en 1991 et son code source est libre. C'est un jeu d'action spatial en deux dimensions. Les vaisseaux décollent depuis leur bases et doivent se déplacer dans un champ de gravité uniforme en utilisant leur poussée, tout en ayant un carburant limité et en évitant les collisions et autres dangers, comme par exemple les tirs des autres joueurs.

## Système de jeu
XPilot peut être qualifié de Thrust-like.
Chaque joueur évolue dans un univers en deux dimensions en pilotant un vaisseau. Ils doivent en général affronter d'autres vaisseaux, se déplacer malgré la gravité et se ravitailler en carburant. De nombreux objets, tels que des missiles, des moteurs supplémentaires, du fioul ou des téléporteurs peuvent être trouvés par les joueurs. Plusieurs modes de jeu existent, comme le match à mort, par équipe ou non, une sorte de capture du drapeau, où les joueurs doivent voler le trésor de l'équipe adverse pour le déposer dans leur coffre au trésor, le mode course, ou bien des combinaisons de différents modes de jeu. Il est à noter que le jeu comporte de très nombreuses options (283 pour le serveur, sur la version 4.5.4 de XPilot), ce qui permet diversifier les parties.
Si un mode solo et des robots existent, XPilot est un jeu essentiellement multijoueur. Tous les serveurs actifs sont listés sur un méta-serveur, où l'on peut également voir si d'autres joueurs sont présents.

## Développement
Au début de l'année 1991, Bjørn Stabell et Ken Ronny Shouten, étudiants en informatique à l'université de Tromsø, en Norvège, décidèrent de créer un jeu vidéo semblable à Thrust, mais destiné à être un jeu multijoueur fonctionnant sur toutes les plateformes UNIX.
En 1992, le jeu se diffusa et les auteurs reçurent de nombreux patches, suggestions et réactions, d'étudiants et d'employés du secteur de l'informatique. Le jeu continua à croître et à bénéficier d’améliorations, avec l’aide d’utilisateurs à travers le monde, dont Bert Gijsbers et Dick Balaska. XPilot s’étendit à Windows, avec cependant un retard sur les versions UNIX.
Le jeu se divisa ensuite en plusieurs branches: la branche originale s'arrêtant à la version 4.5.5, XPilot 5, puis XPilot NG (pour XPilot Next Generation, Nouvelle génération). Ces deux branches sont compatibles entre elles, bien qu'elles n'offrent pas les mêmes améliorations. D'autres projets ont vu le jour, comme XPilot AI, qui vise à améliorer l'intelligence artificielle du jeu, et Bloodspilot qui a pour objectif d'améliorer la jouabilité. En 2009, XPilot iPhone, une version pour iPhone et iPod touch, a été réalisée.